# Eibesthal
Eibesthal ist eine Ortschaft und eine Katastralgemeinde der Stadtgemeinde Mistelbach im Bezirk Mistelbach in Niederösterreich. Die Ortschaft hat 762 Einwohner (Stand 1. Jänner 2024). Bis Ende 1971 war Eibesthal eine eigenständige Gemeinde.

## Geografie
Durch das nordwestlich von Wilfersdorf liegende, langgestreckte Dorf führt die Landesstraße L3059. Zur Katastralgemeinde zählen auch große Teile des Waldgebietes in Norden mit den Jagdhütten Greuthütte und Kühbrunnhütte.

## Geschichte
Der Ort wurde im Jahr 1299 erstmals urkundlich erwähnt, als Hermann von Ywanstal und seine Frau Christein von Gertraut Zwatwarinne, Friedrich und Sohn Phylip deren Besitz erwarben. Im Jahr 1312 verpfändete Hermann von Ywanstal seinen gesamten Besitz, der etwa ein Viertel des Ortes umfasste, an das Marichart von Mistelbach.
Der Schneider Hans Rothaler wurde des Diebstahl angeklagt und zu Tode gefoltert, obwohl er unschuldig war. 1570 verfasste Lorenz Wessel darüber ein Lied.
Laut Adressbuch von Österreich waren im Jahr 1938 in der Ortsgemeinde Eibesthal zwei Bäcker, ein Fleischer, zwei Gastwirte, zwei Gemischtwarenhändler, eine Hebamme, eine Milchgenossenschaft, ein Landesproduktehändler, zwei Schmiede, zwei Schneiderinnen, vier Schuster, ein Tischler, ein Viehhändler, zwei Viktualienhändler, ein Wagner, ein Weinhändler und der Meierhof von Fürst Liechtenstein verzeichnet. Bis zur Eingemeindung nach Mistelbach war der Ort eine selbständige Ortsgemeinde.
Mit 1. Jänner 1972 wurden im Zuge der Niederösterreichischen Kommunalstrukturverbesserung die bis dahin selbständigen Gemeinden Eibesthal, Frättingsdorf, Hörersdorf, Hüttendorf, Kettlasbrunn, Paasdorf und Siebenhirten mit Mistelbach an der Zaya fusioniert und dabei die entstehende Gemeinde auf Mistelbach umbenannt.

## Sehenswürdigkeiten
- Pfarrkirche Eibesthal

## Eibesthaler Passionsspiele
Eibesthal war bereits zwischen 1898 und 1911 Austragungsort von Passionsspielen. In neuer Zeit wurde diese Idee wieder aufgegriffen und in einer zeitgemäßen Variante umgesetzt. Gespielt wird mit rund einen Meter großen Holzfiguren, die von einer eigens für Bläser und Orgel adaptierten Musik begleitet werden. Seit dem Jahr 2000 wird jedes fünfte Jahr von der Fastenzeit bis Ostern gespielt.

## Öffentliche Einrichtungen
In Eibesthal befindet sich ein Kindergarten.

## Persönlichkeiten
- Rudolf Wedra (1863–1934), Oberlehrer, Weinhändler, Autor und Abgeordneter im Reichsrat und im Landtag
- Jakob Fried (1885–1967), Geistlicher und Autor, wuchs hier auf
- Lorenz Schöfbeck (1901–1977), Glasermeister und Abgeordneter zum Burgenländischen Landtag, wuchs hier auf